# Scruptoluperus
Scruptoluperus là một chi bọ cánh cứng trong họ Chrysomelidae.
Chi này được miêu tả khoa học năm 1925 bởi Laboissiere.

## Các loài
Các loài trong chi này gồm:
- Scruptoluperus africanus (Jacoby, 1891)
- Scruptoluperus brevicornis (Jacoby, 1897)
- Scruptoluperus dunbrodensis (Jacoby, 1903)